# Lommerange
Lommerange je francouzská obec v departementu Moselle v regionu Grand Est. V roce 2013 zde žilo 281 obyvatel.

## Poloha
Obec leží u hranic departementu Moselle a departementem Meurthe-et-Moselle. Sousední obce jsou: Avril (Meurthe-et-Moselle), Fontoy, Neufchef, Sancy (Meurthe-et-Moselle) a Trieux (Meurthe-et-Moselle).

## Vývoj počtu obyvatel
Počet obyvatel